# Апраксин, Александр Александрович
Граф Алекса́ндр Алекса́ндрович Апра́ксин (10 августа 1820 — 5 февраля 1883) — капитан-лейтенант из рода Апраксиных. Участник обороны Севастополя (1854—1855). 

## Биография
Сын графа Александра Ивановича Апраксина (1782—1848) от брака его с Марией Александровной Шемякиной (1793—1872). По отцу потомок стольника графа А. М. Апраксина и генерал-фельдмаршала П. А. Румянцева. Родился в Петербурге, крещен 27 августа 1820 года в церкви Вознесения Господня при Адмиралтействе при восприемстве полковника Н. А. Апраксина и тетки В. А. Барановой.
В декабре 1830 года был зачислен кадетом в Морской кадетский корпус, по окончании произведён в гардемарины (07.01.1837). Плавал на фрегате «Паллада». С 1838 года мичман, на фрегате «Александра» плавал по балтийским портам. В 1839 году командирован в Николаев, на корабле «Силистрия» участвовал в десантной высадке при занятии местечек Субаши и Псезуапе, после чего возвратился в Кронштадт. В 1840 году на пароходе «Геркулес» ходил из Кронштадта в прусские порты. 
С октября 1840 года  адъютант начальника Главного морского штаба князя А. С. Меншикова. В 1841 году переведён в гвардейский экипаж с оставлением в должности. С апреля 1842 года лейтенант на фрегате «Паллада». В 1844–1845 года на шхуне «Забияка» перешел из Одессы в Константинополь. После на корвете «Менелай» принимал участие в заграничном плавании по портам Средиземного моря с целью получения морской практики великим князем Константином Николаевичем. 
Командовал кораблями Балтийского флота: с 1846—1847 года люгером «Ораниенбаум»; с 1848 года шхуны «Стрела» и яхты «Королева Виктория». 30 августа 1848 года произведён в капитан-лейтенанты.
С января 1849 года адъютант великого князя Константина Николаевича; был с ним в плавании в Чёрном и Средиземном морях (1850—1851). В феврале 1853 года вышел в отставку с чином капитана 2-го ранга. С началом Крымской кампании вновь поступил на службу с прежним чином капитан-лейтенанта, при чем пожертвовал своё содержании за время войны в пользу инвалидов.
Командовал бригом «Фемистокл» на Севастопольском рейде. С начала обороны состоял в гарнизоне Севастополя. 5 октября 1854 года Апраксин получил контузию в ногу и пах осколком каменной стены, в которую попала бомба. В июне 1856 года был уволен со службы для определения к статским делам с переименованием в коллежские асессоры. Принимал участие в комитете Добровольного флота. 20 января 1879 года в «Голосе» за подписью графа Апраксина была напечатана статья «Народные крейсеры или Добровольный флот» о Чихачёвском проекте, где граф доказывал невозможность торговой эксплуатации судов Добровольного флота.
Проживал почти постоянно с семьёй в Санкт-Петербурге. В конце жизни дела графа были постоянно расстроены, и он вечно искал денег для их поправления. Скончался в 1883 году и был похоронен на Казанском кладбище в Царском Селе.

## Награды
- Орден Красного орла 4-го класса (1840, королевство Пруссия)[7]

## Семья
Жена (с 1850 года) — троюродная сестра Софья Васильевна Ладомирская (26.01.1831—06.09.1880), дочь камергера Василия Николаевича Ладомирского от его брака с княжной Софьей Фёдоровной Гагариной. Владелица подмосковного имения Братцево и имений Красная и Ладимировка Валуйского уезда Воронежской губернии. Похоронена рядом с мужем на Казанском кладбище. Дети:
- Софья (30.06.1852; Берлин—1919), фрейлина (1874), замужем (1884) за князем Н. С. Щербатовым; кавалерственная дама (1912).
- Александра (1853—1943), фрейлина (1869), замужем (1880) за князем В. С. Оболенским; многолетняя ближайшая приятельница императрицы Марии Фёдоровны, кавалерственная дама (1904).
- Мария (1854—1916), замужем (с 11 ноября 1879 года)[9] за графом В. А. Стенбок-Фермор.
- Матвей (27.06.1863[10]—1926), крещен 3 августа 1863 года в Симеоновской церкви при восприемстве дяди Н. А. Апраксина и бабушки графини М. А. Апраксиной; церемониймейстер, действительный статский советник, в 1914—1918 гг. комендант лазаретов ведомства путей сообщения, женат на Софье Александровне Паулуччи (1869—1941). Умер в эмиграции во Франции.

- Жена, Софья Васильевна Ладомирская (1850)
- Дочь, Софья Александровна Апраксина (1903)
- Дочь, Александра Александровна Апраксина (1870-е)
- Дочь, Мария Александровна Апраксина (1890-е)